# 中國占星術
中國占星術是指中國本土上占星學說，基於傳統的天文學、曆法及哲學知識。中國的占星術過往一直都與天文學不可分割，並於公元前2世紀的西漢時代到公元2世紀的東漢時代完成。
中國天文學、占星術、星命術使用的星宿，包括七曜、二十八宿，以及像太歲、計都、羅睺、紫氣、月孛這樣的虛星。

## 歷史
所謂星占之術，指的是一種「根據天空各類星象的性質、位置及異常變化，來占卜預測地球上的自然災害及人類社會中政治、軍事方面的異常事變的學說和技術。中國商代以前占星术已经萌芽。商代的甲骨片有不少天象纪事。。
占星術往往和古代的天文學知識交合相融，直到近代科學知識建立起來之後，天文學和占星術才逐漸分離。
「星命術」是以出生年月日時作為依據，繪製十二個宮位的命盤，每一套星命術皆有一套星曜系統，它們以特定的方式被安排在十二宮中，用以推算命運。「星命術」以推算個人命運為目的，使用星曜命盤推測個人命運，但古代中國的占星術卻是以國家大事為預測核心，觀測真實的天象作為徵兆，因此兩者在對象和方法上皆有其區別。
星命術，如果老星宗、紫微斗數等，皆有印度天文學的痕跡，和天竺婆羅門僧人金俱吒編纂的《七曜攘災訣》有密切關係，後來融入中國的陰陽五行與干支、二十八宿與分野、八字推命與神煞等理論而逐漸本土化。

## 概說
占星術未能在民間普及，主要原因是占星術傳承中絕了一段頗長時間，明朝時嚴禁民間私習天文曆算，民間懂得天文觀察的人絕無僅有，而古代占星書又多錯漏，一般士子無門路入手。占星術和天文學只能在皇宮學府中傳習，導致以天文為骨架的星宗命理學也逐漸沒落。即使沒有王室禁制，占星、星命在古時亦是一門相當專業的學問，尋常讀書人很少會研習。
另一方面，民間盛行子平八字、文王課等命術、卜術，在某程度上，滿足了人們決疑解惑的需求，這正好替補了占星、星命術的社會功能，故人們對於占星、星命術並不殷切。
及至民初時期，絕大多數執業替人算命的相士只懂八字、易卦。後來紫微斗數因為易學易懂，其星曜不與天上星象對應，起盤亦無需天文推步的知識，只要按表排出命盤，寫下斗數星曜的位置，就可以開始預測命運，而快速盛行起來。在這幾十年間，香港和台灣兩地出版的紫微斗數書籍層出不窮，盛行程度比八字過之而無不及。
1949年中國共产党在大陆执政地位确立後，經歷文化大革命的十年浩劫，中國舊學難以殘存，占星命理等具迷信色彩的知識更不容流傳。中國大陸對於港台流行的八字與紫微斗數極為陌生，反而為西洋占星術的發展騰出了空間。
西藏占星術已於1959年西藏民主改革之后被限制使用，但西藏占星術仍在繼續使用。

## 研究書目
- 何丙郁：《何丙郁中國科技史論集》（瀋陽：遼寧教育出版社，2001）。
- 橋本敬造著，王仲濤譯：《中國占星術的世界》（北京：商務印書館，2012）。

## 參看
- 紫微斗數
- 七曜
- 二十八宿
- 飛星

## 外部連結
- 黃一農：〈星占對中國古代戰爭的影響──以北魏後秦之柴壁戰役為例〉。
- 黃一農：〈耶穌會士對中國傳統星占術數的態度〉。
- Chinese Zodiac Chart（页面存档备份，存于）
- Chinese astrology and Feng Shui international network
- Chinese Animal Signs Website
- Chinese Astrology - Chinese Horoscope（页面存档备份，存于）